# 2895 Мемнон
2895 Мемнон (енгл. 2895 Memnon) је Јупитеров тројански астероид са средњом удаљеношћу од Сунца која износи 5,236 астрономских јединица (АЈ).
Апсолутна магнитуда астероида је 9,3.